# Louis Auguste d’Albert d’Ailly

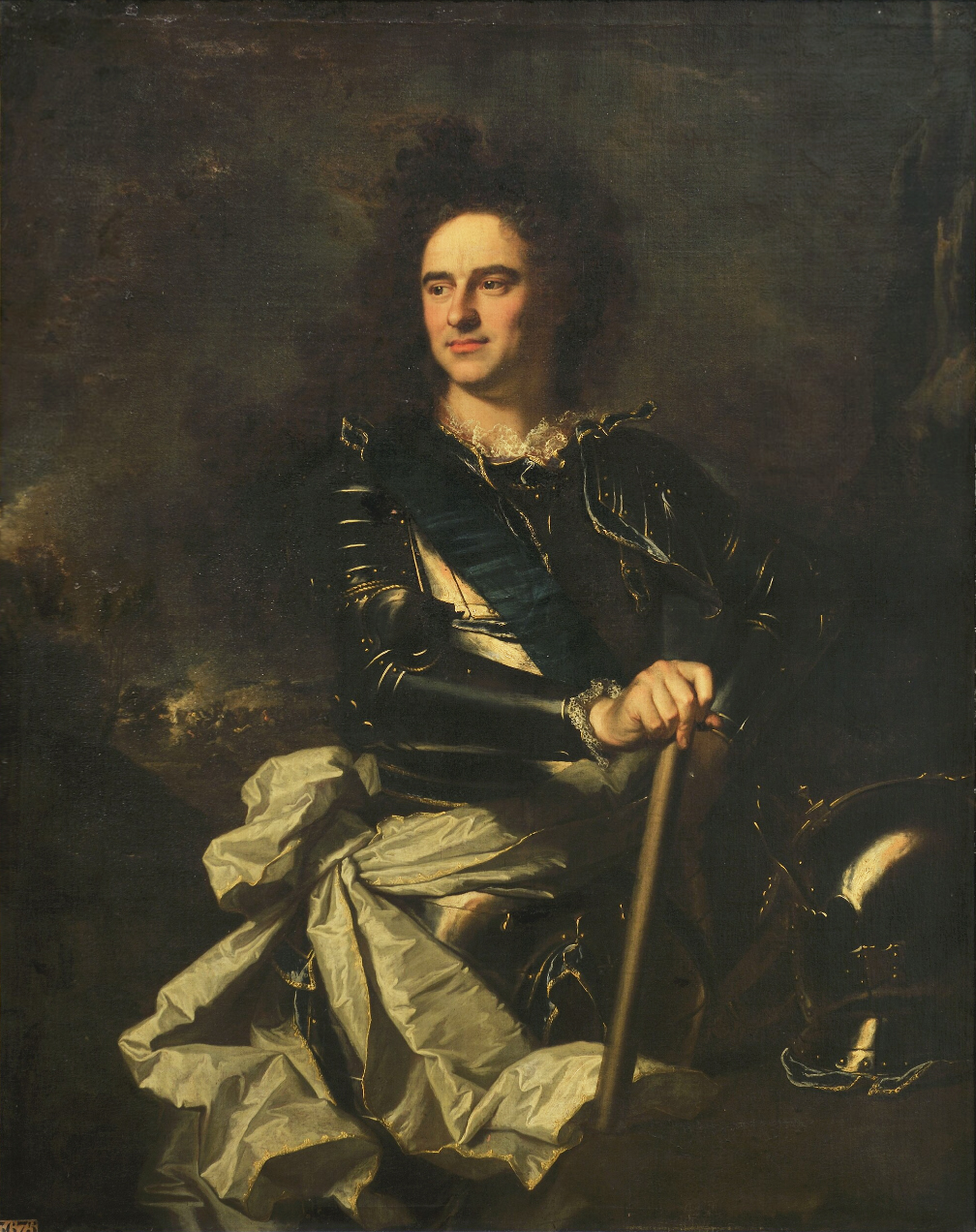
Louis Auguste d’Albert d’Ailly, Porträt von Hyacinthe Rigaud, 1707, Schloss Versailles

Louis Auguste d’Albert d’Ailly  (* 22. Dezember 1676 in Saint-Germain-en-Laye; † 7. November 1744 in Paris), Duc de Chaulnes, Pair de France, war ein französischer Adliger und Militär, der in den Rang eines Marschalls von Frankreich befördert wurde.

## Leben
Louis-Auguste d’Albert d’Ailly war der fünfte Sohn von Charles Honoré d’Albert, Duc de Luynes, Duc de Chevreuse, Pair de France († 1712), und Jeanne-Marie Colbert († 1732).
Nachdem er durch den Tod von dreien seiner Brüder an die zweite Stelle gerückt war, wurde er anstelle seines Vaters als Erbe von Charles d’Albert d’Ailly, Duc de Chaulnes († 1698) eingesetzt, einem Vetter seines Großvaters, mit der Bedingung, dass er dessen Namen und Wappen annahm. Daraufhin nannte er sich fortan Vidame d’Amiens, ein Titel, der zu einem zukünftigen Erbe gehörte.
Im November 1693 trat er bei den Musketieren ein. Am 1. April 1694 erhielt er eine Lieutenance im Régiment d’Infanterie du Roi und diente dann in der Flandernarmee an der Brücke über den Espierre (22. August) und beim Marsch von Vignamont (bei Huy) nach Espierre (bei Tournai). 
Am 18. Mai 1695 wurde er – weiterhin in der Flandernarmee – Capitaine im gleichen Regiment und nahm an der Bombardierung von Brüssel teil (13.–15. August). Am 19. November 1695 erhielt er als Colonel ein Infanterieregiment auf seinen Namen, das aus seinem und einem Bataillon des Régiment de Normandie gebildet wurde. An der Spitze dieses Regiments nahm er ohne Kampfhandlungen am Flandernfeldzug von 1696 teil.
Am 5. Juni 1697 nahm er der Eroberung von Ath teil. Mit Order von 30. Dezember 1698 wurde sein Regiment neu formiert, er selbst wurde dem Régiment de Champagne zugeteilt.

### Spanischer Erbfolgekrieg (1701–1714)
1701 wurde er Aide-de-camp des Herzogs von Burgund, am 17. Juli 1701 erhielt er das Dragonerregiment seines jüngsten Bruders Louis Nicolas, genannt le Chevalier d’Albert, der am 9. Juli 1701 in der Schlacht bei Carpi gefallen war. Er schloss sich der Italienarmee an und kämpfte am 1. September 1701 bei Chiari.
Am 9. März 1702 wurde er zum Sous-Lieutenant de la Compagnie de Cheveau-legers de la Garde du Roi ernannt, gab daraufhin sein Dragonerregiment auf und diente fortan wieder in der Flandernarmee. Er kämpfte bei dem misslungenen Angriff auf Nimwegen (11. Juni 1702) und nahm an der Belagerung von Tongern teil, das sich am 10. Mai 1703 ergab.
Am 10. Februar 1704 wurde er zum Brigadier der Kavallerie befördert und diente fortan in der Flandernarmee unter Marschall Villeroy. Am 2. November 1704 wurde er Leutnant der 200 Chevau-légers der Garde ordinaire du Roi (er behielt dieses Amt bis 1735), das Amt war durch den Tod seines älteren Bruders Honoré Charles d’Albert de Luynes, Duc de Montfort, bei Bellikem (13. September 1704) vakant geworden.
1705 nahm er an der Belagerung von Huy teil, das sich am 10. Juni ergab, kämpfte am 23. Mai 1706 in der Schlacht bei Ramillies, diente 1707 in Flandern unter dem Duc de Vendôme bei der Grenzsicherung, 1708 unter dem Duc de Bourgogne. Am 19. Juni 1708 wurde er zum Maréchal de camp ernannt, am 11. Juli 1708 kämpfte er in der Schlacht bei Oudenaarde. 1709 diente er unter Marschall Villars und wurde in der Schlacht bei Malplaquet (11. September 1709) verwundet. 1710 diente er unter Villars und Montesquiou. 1711 nahm er an der Eroberung der Festung Arleux teil (23. Juli).
Im Oktober 1711 errichtete König Ludwig XIV. im Feldlager von Marly zu seinen Gunsten die Grafschaft Chaulnes ein zweites Mal zum Herzogtum und zur Pairie. Am 1. Dezember 1711 wurde er im Parlement empfangen und nahm an diesem Tag den Namen Duc de Chaulnes an.
1712 diente er unter den Marschällen Villars und Montesquiou weiter in der Flandernarmee. Am 24. Juli kämpfte er in der Schlacht bei Denain, am 30. Juli bei der Eroberung von Marchiennes, am 7. September bei Douai, am 4. Oktober bei Le Quesnoy und am 19. Oktober bei Bouchain. 1713 war er nicht im Dienst.
Am 8. März 1718 wurde er zum Lieutenant-général des Armées du Roi befördert. Am 2. Februar 1724 wurde er zum Ritter im Orden vom Heiligen Geist ernannt, am 3. Juni in den Orden aufgenommen. Am 8. Januar 1729 trat er als Kompaniechef der Chevaulegers zugunsten seines Sohnes zurück, wurde aber am gleichen Tag für weitere sechs Jahre verpflichtet. Am 11. April 1729 wurde übergab man ihm das Gouvernement und die Grand Bailliage von Amiens, sowie das Gouvernement von Corbie, die seit dem Tod des Comte de Canillac vakant waren. Am 17. Juli 1731 erhielt er vom König die Erlaubnis, über das Régiment d’infanterie de Picquigny zu verfügen, das seit dem Tod seines ältesten Sohnes ohne Führung war, dazu erhielt er am 22. Juli von neuem die Kompanie der Chevau-legers.

### Polnischer Thronfolgekrieg (1733–1738)
Am 1. April 1734 wurde er der Rheinarmee zugeteilt. Er nahm an der Belagerung von Philippsburg, das am 18. Juli kapitulierte, und an der Eroberung von Worms am 23. Juli teil.
Am 25. Februar 1735 trat er erneut als Kompaniechef der Chevau-legers zurück, diesmal zugunsten seines zweiten Sohnes, des Comte de Chaulnes. Auch diesmal wurde er am gleichen Tag für weitere sechs Jahre verpflichtet. Am 1. April 1735 wurde er wieder der Rheinarmee zugeteilt.
Am 11. Februar 1741 wurde er in Versailles zum Marschall von Frankreich befördert, den zugehörigen Eid legte er am 19. Februar ab. Einsätze als Marschall hatte er nicht mehr. Er starb am 7. November 1744.

## Ehe und Nachkommen
Louis Auguste d’Albert d’Ailly heiratete am 22. Januar 1704 Marie-Anne Romaine de Beaumanoir, Tochter von Henri-Charles de Beaumanoir (1644–1701), Seigneur de Beaumanoir et de Malicorne, Marquis de Lavardin, Gouverneur der Bretagne, außerordentlicher Gesandter in Rom, Ritter im Orden vom Heiligen Geist, und Anne Louise Marie de Noailles (1662–1693). Ihre Kinder waren:
1. Louis Marie d’Albert d’Ailly (* 31. Juli 1705; † 23. November 1724 in Chaulnes), Vidame d’Amiens, 20. Mai 1717 Lieutenant de la Compagnie des Chevaux-légers de la Garde ordinaire du Roi, en survivance de son Père
2. Charles François d’Albert d’Ailly (* 6. September 1707; † 14. Juli 1731 in Paris), Vidame d’Amiens, dann Comte, dann Duc de Picquigny[9], 6. Dezember 1721 Colonel eines Infanterieregiments nach der Demission des Comte de Montfort, Paul d’Albert de Luynes, der geistlich und 1756 Kardinal wurde, und Lieutenant de la Compagnie des Chevaux-légers de la garde ordinaire du Roi, en survivance de son Père (8. Januar 1729); ⚭ 17. Januar 1729 Marie Sophie de Courcillon (* 6. August 1713; † 4. April 1756), einzige Tochter von Philippe Egon de Courcillon, Marquis de Dangeau, und Françoise de Pompadour, Erbin von Pompadour und Dame du Duché de La Valette[10], Marie Sophie de Courcillon heiratete in zweiter Ehe Hercule Mériadec de Rohan, Prince de Rohan et de Soubise
3. Marie Thérèse d’Albert de Luynes (* 10. Februar 1709; † 11. Juli 1765); ⚭ 21. Januar 1722 Louis de Rougé, Marquis du Plessis-Bellière (* 1706; † 24. Juni 1732)
4. Marie-Françoise-de-Sales d’Albert de Luynes (* 4. August 1710[11]; † 14. Januar 1749), Benediktinerin in Montargis
5. Marie Thérèse d’Albert de Luynes (* 1711; † 1714)
6. Louis Joseph d’Albert de Luynes (* 1713; † 1714)
7. Michel Ferdinand d’Albert d’Ailly (* 30. Dezember 1714 in Versailles; † 23. September 1769 in Paris), genannt Comte de Chaulnes, Kanoniker in Straßburg (mit 7 Jahren), trat zurück, nach Juli 1731 Vidame d’Amiens, dann Duc de Picquigny genannt, 1744 Duc de Chaulnes[12], 8. April 1745 als Pair de France vor dem Parlement, Lieutenant-général; ⚭ 23. Februar 1734[13] Anne Josèphe Bonnier de la Mosson († 4. Dezember 1782 in Paris), Tochter von Joseph Bonnier, Baron de la Mosson, und Anne Melon